# Moda das décadas de 1500 a 1550 na Europa Ocidental

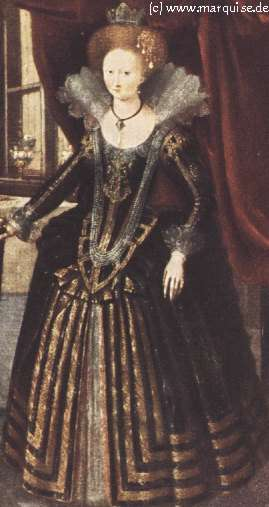
Um vestido típico do início do século XVII.

Moda entre os anos de 1500 e 1550 o advento do Renascimento, no século XIV trouxe mudanças no cenário Europeu. As cidades cresciam, o número de comerciantes e artesãos especializados na invenção de roupas aumentou, e, com a queda do Império Bizantino, a Europa Oriental tomaria a liderança na produção de estilos e tendência aplicados à produção de roupas.
Homens passaram a usar roupas mais pesadas na parte superior do corpo. Uma vestimenta masculina típica da época, especialmente entre a nobreza, era um tipo de jaqueta pesada, com uma saia que ficava na região das pernas, até os joelhos. Homens também usavam sapatos cujas pontas ficavam para cima, e dispunham de uma grande variedade de gravatas e colares. Já as mulheres da nobreza passaram a usar altos saltos,  vestidos rodados e com glitter. Os vestidos passaram a ser firmemente atados ao busto. Homens de classes inferiores usavam blusas e calças justas e simples, e as mulheres usavam vestidos simples.
Uma das principais influências na moda européia, no século XVI foi a corte espanhola. Uma das principais tendências por parte dos membros da corte era o uso de grandes colarinhos no pescoço, que ficou em uso por aproximadamente dois séculos. No século XVII, os franceses passaram a dominar a moda na Europa, e roupas usadas pelos nobres franceses eram rapidamente copiadas por outros países (com a exceção da Espanha).
Por outro lado, os puritanos que viviam no Reino Unido, e que teriam vital importância na colonização dos Estados Unidos, não se importavam muito com estilos e tendências, tendo preferência por roupas simples. Os homens mantinham seus cabelos curtos - à época, homens com cabelos normais eram comuns e bem vistos - e usavam calças e roupas simples. As mulheres usavam vestidos longos e simples.